# Tualang (Siempat Nempu Hulu)
Tualang is een bestuurslaag in het regentschap Dairi van de provincie Noord-Sumatra, Indonesië. Tualang telt 1127 inwoners (volkstelling 2010).